# Asteroschema igloo
Asteroschema igloo är en ormstjärneart som beskrevs av Baker 1980. Asteroschema igloo ingår i släktet Asteroschema och familjen Asteroschematidae. Inga underarter finns listade i Catalogue of Life.